# ولونگونگ
ولونگونگ (به انگلیسی: Wollongong)، شهری بندری در کشور استرالیا است. این شهر در ایالت نیو ساوت ولز واقع شده است.شهر ولونگونگ در منطقه ایلاوارا، سومین شهر پر جمعیت ایالت نیو ساوت ولز بعد از شهر سیدنی و نیوکاسل و نهمین شهر پرجمعیت در تمام استرالیاست.